# بهاتا
بهاتا (به انگلیسی: Bhata) یک روستا در پاکستان است که در ناحیه راولپندی واقع شده‌است. بهاتا ۱۰٬۰۰۰ نفر جمعیت دارد.